# ويلارد فيلبس
ويلارد فيلبس هو سياسي كندي، ولد في 23 أكتوبر 1941 في فانكوفر في كندا. حزبياً، نشط في Yukon Progressive Conservative Party ‏. وقد انتخب عضو الجمعية التشريعية في يوكون ‏ (13 مايو 1985 – 19 أكتوبر 1992) وانتخب عضو الجمعية التشريعية في يوكون ‏ عن دائرة Ross River-Southern Lakes ‏ (1992 – 30 سبتمبر 1996) وانتخب Premier of Yukon ‏ (23 مارس 1985 – 28 مايو 1985).